# Denicé
Denicé és un municipi francès situat al departament del Roine i a la regió d'Alvèrnia-Roine-Alps. L'any 2007 tenia 1.254 habitants.

## Demografia

### Població
El 2007 la població de fet de Denicé era de 1.254 persones. Hi havia 470 famílies de les quals 88 eren unipersonals (28 homes vivint sols i 60 dones vivint soles), 145 parelles sense fills, 209 parelles amb fills i 28 famílies monoparentals amb fills.
La població ha evolucionat segons el següent gràfic:
Habitants censats

### Habitatges
El 2007 hi havia 542 habitatges, 474 eren l'habitatge principal de la família, 40 eren segones residències i 28 estaven desocupats. 507 eren cases i 34 eren apartaments. Dels 474 habitatges principals, 351 estaven ocupats pels seus propietaris, 93 estaven llogats i ocupats pels llogaters i 30 estaven cedits a títol gratuït; 2 tenien una cambra, 16 en tenien dues, 56 en tenien tres, 118 en tenien quatre i 282 en tenien cinc o més. 376 habitatges disposaven pel capbaix d'una plaça de pàrquing. A 198 habitatges hi havia un automòbil i a 255 n'hi havia dos o més.

### Piràmide de població
La piràmide de població per edats i sexe el 2009 era:
| Homes | Edats   | Dones |
| ----- | ------- | ----- |
| 0     | 95 o +  | 0     |
| 0     | 90 a 94 | 4     |
| 4     | 85 a 89 | 8     |
| 8     | 80 a 84 | 8     |
| 8     | 75 a 79 | 24    |
| 16    | 70 a 74 | 16    |
| 28    | 65 a 69 | 24    |
| 20    | 60 a 64 | 28    |
| 20    | 55 a 59 | 36    |
| 60    | 50 a 54 | 48    |
| 48    | 45 a 49 | 44    |
| 68    | 40 a 44 | 52    |
| 48    | 35 a 39 | 76    |
| 24    | 30 a 34 | 28    |
| 48    | 25 a 29 | 44    |
| 28    | 20 a 24 | 4     |
| 60    | 15 a 19 | 60    |
| 60    | 10 a 14 | 56    |
| 36    | 5 a 9   | 40    |
| 40    | 0 a 4   | 32    |

## Economia
El 2007 la població en edat de treballar era de 830 persones, 628 eren actives i 202 eren inactives. De les 628 persones actives 596 estaven ocupades (324 homes i 272 dones) i 32 estaven aturades (16 homes i 16 dones). De les 202 persones inactives 63 estaven jubilades, 85 estaven estudiant i 54 estaven classificades com a «altres inactius».

### Ingressos
El 2009 a Denicé hi havia 517 unitats fiscals que integraven 1.366 persones, la mediana anual d'ingressos fiscals per persona era de 21.256 €.

### Activitats econòmiques
Dels 56 establiments que hi havia el 2007, 1 era d'una empresa extractiva, 3 d'empreses alimentàries, 1 d'una empresa de fabricació de material elèctric, 6 d'empreses de fabricació d'altres productes industrials, 12 d'empreses de construcció, 13 d'empreses de comerç i reparació d'automòbils, 4 d'empreses de transport, 2 d'empreses d'hostatgeria i restauració, 1 d'una empresa financera, 5 d'empreses immobiliàries, 2 d'empreses de serveis, 3 d'entitats de l'administració pública i 3 d'empreses classificades com a «altres activitats de serveis».
Dels 17 establiments de servei als particulars que hi havia el 2009, 1 era una oficina de correu, 1 taller de reparació d'automòbils i de material agrícola, 1 paleta, 2 guixaires pintors, 3 fusteries, 1 lampisteria, 2 electricistes, 1 empresa de construcció, 2 perruqueries, 2 restaurants i 1 agència immobiliària.
L'únic establiment comercial que hi havia el 2009 era una carnisseria.
L'any 2000 a Denicé hi havia 82 explotacions agrícoles que ocupaven un total de 690 hectàrees.

## Equipaments sanitaris i escolars
El 2009 hi havia 2 escoles elementals.

## Poblacions més properes
El següent diagrama mostra les poblacions més properes.